# Villa vénitienne (Dieppe)
La villa vénitienne est une maison située à Dieppe, en France.

## Localisation
La villa vénitienne est située dans le département français de la Seine-Maritime, sur la commune de Dieppe, au 7-11 rue de Sygogne,.

## Historique
La rue est modifiée aux environs de 1870.
L'édifice est construit dans la deuxième moitié du XIXe siècle.
La façade est inscrite au titre des monuments historiques le 10 juin 1991.

## Description
L'édifice est en brique et pierre et est de style mauresque.
Il possède initialement 7 ou 8 statues dont la plupart ont été retirées par sécurité. Sont conservées sur place des statues de Laurent Coster et Peter Schöffer installées sur sa façade.